# Río Palu

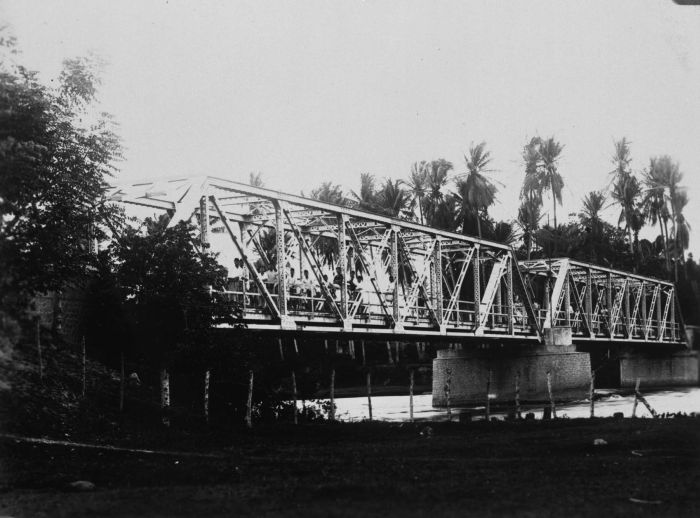
Puente holandés sobre el Palu (foto tomada entre 1930 y 1936).

El Palu es un río de Indonesia en la isla de Célebes, provincia de Célebes Central. Discurre en dirección sur-norte, desembocando en el golfo de Palu (taluk Palu en indonesio), cerca de la ciudad de Palu. Su cuenca se extiende por 2 694 km².
Su principal afluente es el Gumbasa, que desemboca en la orilla derecha.
En julio de 2008, el Palu se desbordó, provocando inundaciones.